# Fernando Alba Álvarez
Fernando Alba Álvarez (La Folguerosa, llogaret del municipi de Salas, Astúries, 1944) és un escultor espanyol. Inicia la seva formació molt influït per l'amistat que l'unia al pintor valencià establert a Astúries Jorge Martínez Jordà, amb qui va aprendre dibuix i modelatge del natural. També es va matricular i va formar artísticament a l'Escola d'Arts Aplicades d'Oviedo i, més tard, al Cercle de Belles Arts de Madrid. La seva primera exposició individual és de 1966, a la galeria Benedet d'Oviedo i en 1991 es va celebrar una exposició antològica al Museu Juan Barjola de Gijón. Mentrestant, a 1971, amb l'ajuda i participació d'altres escultors com Mariano Navascués, Manuel Arenas i Maria Antònia Salomé; i el pintor Alejandro Mieres; funda el grup "Astur 71". Com a escultor ha treballat amb qualsevol material, des de la fusta, el fang, el ferro, el bronze o amb qualsevol objecte trobat o buscat, amb el qual crear una forma que expressi un sentiment, una idea. Fernando Alba es dedica tant a la seva pròpia activitat artística, com a la seva tasca com a docent a l'Escola d'Arts i Oficis d'Oviedo.

## Activitat artística
Exposicions individuals
- Galeria Benedet, Oviedo. 1966[1]
- Casa de Cultura d'Avilés. 1966[1]
- Caixa d'Estalvis d'Astúries, Oviedo.1967[1]
- Casa de Cultura d'Avilés.1967[1]
- Tapicerías Gancedo, Madrid.1968.[1]
- Galeria Tassili, Oviedo.1979.[1]
- Galeria Juan Gris, Oviedo. 1981.[1]
- Casa de Cultura d'Avilés.1981.[1]
- Universitat Popular, Gijón. 1989.[1]
- Sala de Trobades de la Casa de Nava de Gijón. 1989.[1]
- Museu Barjola, Gijón. 1991.[1]
- Sala Principat d'Astúries, Madrid. 1991.[1]

Exposicions col·lectives
- "Pintors i Escultors de la Galeria Benedet", Oviedo. 1966.[1]
- Exposicions Nacionals, Palau del Retiro, Madrid. 1967.[1]
- Exposicions Nacionals, Palau del Retiro, Madrid. 1968.[1]
- Galeria Tassili, Oviedo (amb el Grup Astur 71). 1971.[1]
- II Biennal Internacional d'Escultura, Museu Sant Termo, Sant Sebastià. 1971.[1]
- Galeria Tassili, Oviedo. 1973.[1]
- "Mestres Asturians", Galeria de Luis, Madrid. 1974.[1]
- "Mostra d'Art Realitat, Barcelona. 1974.[1]
- "Art a Astúries", Avilés, Mieres, Oviedo i Lugo. 1974.[1]
- Galeria Talaia, Gijón. 1975.[1]
- "Primer Concurs Internacional d'Escultura Autopistes del Mediterrani", Galeria Nàrtex, Barcelona i Galeria Horitzó, Madrid. 1975.[1]
- "Cinc artista asturians", Sala Provincial, Lleó. 1975.[1]
- "Artistes Asturians a Vegadeo", XII Fira de Mostres de Vegadeo, Astúries. 1975.[1]
- "Cinc artistes asturians", Galeria Vicent, Gijón. 1976.[1]
- "Art a Vegadeo", Vegadeo, Astúries. 1976.[1]
- "Associació d'artistes asturians", Galeria Tantra, Gijón. 1976.[1]
- Galeria Maese Nicolás, Lleó. 1977.[1]
- "Associació d'artistes asturians", Galeria Tantra, Gijón. 1977.[1]
- "Dotze pintors asturians", Lleida. 1977.[1]
- "Cinc artistes asturians", Pavelló de la Caixa d'Estalvis, Fira de Mostres d'Astúries, Gijón. 1979.[1]
- II Biennal Nacional d'Art Ciutat d'Oviedo, Museu de Belles Arts d'Astúries, Oviedo. 1979.[1]
- "Set artistes espanyols", Galeria Bàrbara Walte, Nova York. 1980.[1]
- "Pintors i Escultors Espanyols pels Drets Humans", Galeria Tiépolo, Madrid. 1980.[1]
- Premi Càceres d'Escultura", antic convent de Sant Francesc, Càceres. 1980.[1]
- Exposició homenatge d'Artistes Espanyols i Iberoamericans a Guinea Equatorial, Sala d'Art Fira del Camp, Madrid. 1980.[1]
- Exposició d'Escultura "Premi Càceres", Càceres. 1981.[1]
- "Panorama de l'Art Asturià", Cercle de Belles Arts, Madrid. 1981.[1]
- "Mostres. Pintors i Escultors asturians", Museu Casa Natal de Jovellanos, Gijón. 1982.[1]
- III Biennal Nacional d'Art Ciutat d'Oviedo, Museu de Belles Arts d'Astúries, Oviedo. 1982.[1]
- "Art asturià d'avui", Museu Municipal, Madrid. 1983.[1]
- Homenatge a D. Pedro Caravia", Casa d'Estalvis d'Astúries, Oviedo. 1983.[1]
- "L'Arbre", Fundació Museu Evaristo Valle, Gijón. 1985.[1]
- "Pintors i Escultors per la Pau", Museu de Belles Arts d'Astúries, Oviedo. 1985.[1]
- VIII Biennal Nacional d'Art Ciutat d'Oviedo, Museu de Belles Arts d'Astúries, Oviedo. 1986.[1]
- VIII Biennal Ciutat de Zamora. Escultura Ibèrica Contemporània, Zamora. 1986.[1]
- "Pintors i escultors asturians", Cangas de Narcea. 1986.[1]
- "Trobades amb el 50", Centre Cultural Campoamor, Oviedo. 1987.[1]
- "Artistes Asturians per la Pau", Centre Cultural Campoamor, Oviedo. 1988.[1]
- "Formes en Ciment, Escultura al món des de 1920 fins avui", Roma. 1988.[1]
- Casa de Cultura, Llanes. 1989.[1]
- Galeria Munuza, Gijón. 1989.[1]
- "Imatge real, imatge virtual", Jardins de la Fundació Evaristo Valle, Gijón. 1990.[1]
- "Fragments, Actualitat de l'Art a Astúries", Sales de l'Arenal, Exposició Universal de Sevilla. 1992.[1]
- "Escultors de cinc Dècades", (itinerant per Astúries. 1995.[1])
- Galeria Vértice, Oviedo. 1996.[1]
- Galeria Vértice, Oviedo. 1997.[1]
- a Àngel González", Teatre Campoamor, Oviedo. 1997.[1]
- "L'Escultura en Nord", Sales, Astúries i Jardins de la Fundació Museu Evaristo Valle, Gijón. 2000.[1]
- "Occident pròxim", (itinerant per Oviedo, Avilés, Mieres i La Caritat, Astúries). 2001.[1]
- "Recordant els vuitanta. Artistes contemporanis asturians al Museu Evaristo Valle", Galeria Espai Líquid, Gijón. 2001.[1]
- "Confluències 2002", Edifici històric de la Universitat d'Oviedo. 2002.[1]
- "L'Escultura a Nord II", Salas i Malleza, Astúries. 2003.[1]
- "De tal art s'assemblen a les olles", Museu Barjola, Gijón. 2003.[1]
- "L'Escultura a Nord II", Museu Evaristo Valle, Gijón. 2003.[1]
- "Salvar el teix mil·lenari", Sala Mont de Pietat, Gijón. 2004.[1]
- La indústria a l'art ", Centre municipal d'art i exposicions d'Avilés (CMAE), Avilés. 2004.[1]
- "Extramurs 2006", Museu Antón, Candás, Astúries. 2006.[1]
- "L'escultura a Nord 4", Sales, Astúries. 2007.[1]
- "Nord", Sala d'Exposicions del Banco Herrero, Oviedo, Astúries. 2009.[1]
- "Gots. 10 propostes de ceràmica artística a Astúries", Museu de Belles Arts d'Astúries, Oviedo, Astúries. 2011.[1]
- "Motiu i motivació", Jardins del Museu Evaristo Valle, Gijón, Astúries (del 2 d'octubre de 2011 al 29 gener 2012)[1]

### Obres públiques
- Escultura de Formigó, 1974, Autopistes del Mediterrani, Barcelona.[1]
- Sense títol, 1975, façana del BBVA, Plaça del Carme, Gijón.[1]
- Homenatge a Clarín, 1984, El Lliuro.[1][3]
- “Escultura Fosa Común”, 1986, Cementiri de Sant Salvador, Oviedo.[1][3]
- Mural, 1987, Cangas de Narcea, Astúries.[1]
- “Escultura en chapa de hierro (Ensacor)”, 1988, barri de Ventanielles, Oviedo (retirada per l'ajuntament).[1]
- “Sombras de Luz”, 1998, Mayán de Terra, Casablanca, Gijón.[1][3]

### = Obres en museus i altres institucions
- ” Puertas de madera de Las Novevades”, 1973, magatzems Les Novetats, Oviedo.[1]

### Premis i distincions
- Premi Nacional d'Escultura. 1964.[1]
- Premi Ateneu de Madrid. 1971.[1]
- Premi "Primer Concurs Internacional d'Escultura Autopistes del Mediterrani", Barcelona. 1974.[1]